# Har Arbel
Har Arbel (hebreiska: הר ארבל) är ett berg i Israel.   Det ligger i distriktet Norra distriktet, i den norra delen av landet. Toppen på Har Arbel är 161 meter över havet, eller 125 meter över den omgivande terrängen. Bredden vid basen är 3,2 km.
Terrängen runt Har Arbel är huvudsakligen kuperad, men österut är den platt. Närmaste större samhälle är Tiberias, 4,7 km sydost om Har Arbel. Trakten runt Har Arbel består till största delen av jordbruksmark.